# Wowczok (obwód czernihowski)
Wowczok (ukr. Вовчок) – wieś na Ukrainie, w obwodzie czernihowskim, w rejonie czernihowskim, w hromadzie Kipti. W 2001 liczyła 906 mieszkańców, spośród których 897 wskazało jako ojczysty język ukraiński, 6 rosyjski, a 3 ormiański.